# Доб (футбольний клуб)
Футбольний клуб «Доб» (словен. Nogometni Klub Dob) — словенський футбольний клуб із однойменного міста, заснований 1961 року.